# ألكسندر تروفيموف (لاعب كرة قدم)
ألكسندر تروفيموف (بالروسية: Александр Трофимов)‏ هو مدرب كرة قدم ولاعب كرة قدم روسي، ولد في 1937. لعب مع FC Metallurg Lipetsk ‏.